# Ngôi sao sáng nhất bầu trời đêm
Ngôi sao sáng nhất bầu trời đêm (tiếng Trung: 夜空中最闪亮的星; bính âm: Ye Kong Zhong Zui Shan Liang De Xing) là một bộ phim truyền hình trực tuyến Trung Quốc ra mắt vào năm 2019 với sự tham gia của Hoàng Tử Thao và Ngô Thiến. Đây là một câu chuyện về tuổi mới lớn bao gồm tình yêu, tình bạn và âm nhạc, lấy bối cảnh của ngành công nghiệp âm nhạc hiện nay. Bộ phim được phát sóng trên Tencent, iQiyi và Youku từ ngày 25 tháng 3 đến ngày 6 tháng 5 năm 2019.

## Nội dung
Star Entertainment là công ty giải trí hàng đầu tại Trung Quốc, được thành lập bởi vợ chồng Trần Thiên Hạo và Đỗ Uyển Tình. Tuy nhiên đến cuối cùng, hai người đã chia tay do những bất đồng chính kiến trong việc quản lý công ty. Dương Chân Chân là một cô gái trẻ đầy khát vọng với niềm đam mê âm nhạc. Cô gia nhập Starry Sky Entertainment và được chỉ định làm trợ lý của Trịnh Bách Húc. Bách Húc là một thần tượng nổi tiếng kiêu ngạo và phóng túng. Với sự giúp đỡ của Chân Chân, người đã giúp anh sửa chữa những khiếm khuyết và phát huy tiềm năng của mình, Bách Húc từ từ biến thành một ca sĩ tài năng. Trong quá trình này, Chân Chân cũng tích lũy kinh nghiệm và trở thành một người quản lý thần tượng có năng lực. Đồng thời, Đỗ Uyển Tình cũng đang nâng đỡ cho một ca sĩ mới là Du Tử Duệ, người đang định hình để trở thành đối thủ cạnh tranh lớn nhất của Bách Húc.

## Diễn viên
- Hoàng Tử Thao trong vai Trịnh Bách Húc
  - Một ca sĩ thần tượng nổi tiếng kiêu ngạo và phóng túng. Anh ấy có niềm đam mê âm nhạc và sự bền bỉ không ngừng để chứng minh giá trị của mình với tư cách là một ca sĩ.
- Ngô Thiến trong vai Dương Chân Chân
  - Một người quản lý nghệ sĩ đầy tham vọng với tình yêu âm nhạc.
- Ngưu Tuấn Phong trong vai Du Tử Duệ
  - Một ca sĩ đang lên đạt được những gì anh ấy có nhờ sự chăm chỉ và bền bỉ.
- Tào Hi Nguyệt trong vai Hạ Ái
  - Bạn thân của Chân Chân. Trợ lý của Du Tử Duệ.
- Tần Lam [4] trong vai Phương Di Nhiên
  - Chị gái của Trịnh Bách Húc.
- Vương Kính Tùng [5] trong vai Trịnh Duy Quân
  - Cha của Trịnh Bách Húc.
- Ngụy Đại Huân trong vai ca sĩ lang thang.
- Trương Cẩm Trình [5] trong vai Cốc gia
  - Chủ một cửa hàng bán đồ ăn nhanh mà Dương Chân Chân thường lui tới, ông cũng đã giúp ba người quan trọng có được vị trí hiện tại.
- Trần Diệc Phi trong vai Trần Thiên Hạo
  - Người sáng lập và Giám đốc điều hành của Star Entertainment. Chồng của Đỗ Uyển Tình.
- Lưu Giai trong vai Đỗ Uyển Tình
  - Người sáng lập và Giám đốc điều hành của Star Entertainment. Vợ của Trần Thiên Hạo.
- Hoàng Chinh trong vai Thường Nhiên
  - Nhà sản xuất âm nhạc và đồng sáng lập Star Entertainment.
- Lý Y Linh trong vai Úc Hồng
  - Quản lý nghệ sĩ của Star Entertainment.
- Lang Phong trong vai Lưu Nghị Nam
  - Giám đốc quảng cáo của Star Entertainment.
- Trần Hi trong vai Tôn Vũ Kỳ
  - Quản lý cũ của Trịnh Bách Húc. Em gái của Úc Hồng.
- Triệu Dịch Hoan trong vai Ma Lina
  - Một bà chủ mới gia nhập công ty và là kẻ thù của Đỗ Uyển Tình.
- Guan Yue trong vai Amanda
- Mã Trạch Hàm trong vai Trương Tiểu Duệ
  - Fan cuồng của Trịnh Bách Húc.
- Tương Long trong vai Cố Tân
  - Bạn thân của Du Tử Duệ.
- Khổng Tiểu Minh trong vai Jason
  - Chuyên gia trang điểm của Trịnh Bách Húc.
- Diệp Lệ Na trong vai Tiểu Giản
  - Trợ lý cũ của Trịnh Bách Húc.
- Dương Chi Doanh trong vai Nhan Khả Hân

## Sản xuất
Bộ phim được khởi quay từ ngày 16 tháng 6 năm 2017 đến ngày 9 tháng 10 năm 2017. Để phục vụ cho việc quay phim, một phim trường rộng 4000 mét vuông đã được xây dựng từ đầu bộ phim. Bộ phim được quay ở Bắc Kinh, Los Angeles, Ensenada, Baja California và Cancún.
Hoàng Tử Thao đóng vai trò là giám đốc âm nhạc của bộ phim. 

## Nhạc phim
| STT | Nhan đề                         | Phổ lời              | Phổ nhạc          | Singers      | Thời lượng |
| --- | ------------------------------- | -------------------- | ----------------- | ------------ | ---------- |
| 1.  | "Like You So Much (那么喜欢你)" | Wang Yunyun          | Daryl K           | Zhao Yihuan  |            |
| 2.  | "Smile"                         | Daryl K              | Daryl K           | Theway Zhang |            |
| 3.  | "Don't Cry"                     | Wang Yunyun          | Daryl K           | Theway Zhang |            |
| 4.  | "Oh, Love (爱情啊)"             | Wang Yunyun          | Daryl K           | Theway Zhang |            |
| 5.  | "Need You"                      | Wang Yunyun, Daryl K | Daryl K, Calvin C | Jiang Yaojia |            |
| 6.  | "Empty (空空)"                  | Wang Yunyun          | Daryl K           | Cao Xiyue    |            |
| 7.  | "Not Used To It (我不习惯)"     | Wang Yunyun          | Daryl K           | Theway Zhang |            |

## Giải thưởng và đề cử
| Lễ trao giải                                               | Hạng mục                          | Đối tượng đề cử                  | Kết quả | Tham khảo |
| ---------------------------------------------------------- | --------------------------------- | -------------------------------- | ------- | --------- |
| Golden Bud - Liên hoan phim và truyền hình mạng lần thứ tư | Web Series hay nhất               | Ngôi sao sáng nhất trên bầu trời | Đề cử   | [ 10 ]    |
| Golden Bud - Liên hoan phim và truyền hình mạng lần thứ tư | Nam diễn viên chính xuất sắc nhất | Hoàng Tử Thao                    | Đề cử   | [ 10 ]    |
| Golden Bud - Liên hoan phim và truyền hình mạng lần thứ tư | Nữ diễn viên xuất sắc nhất        | Ngô Thiến                        | Đề cử   | [ 10 ]    |